# 丢包
丟包（Packet loss）是指一個或多個数据包（packet）的資料無法透過網路到達目的地。丟包與位元錯誤（bit error）與噪聲（noise）所造成的虛假的封包（spurious packets）是三個最主要的數字通信錯誤的原因。

## 成因
丟包可能原因是多方面，包括在網路中由於多路徑衰落（multi-path fading）所造成的信號衰減（signal degradation），或是因為通道阻塞造成的丟包（packet drop），再者損壞的封包（corrupted packets）被拒絕通过，或有缺陷的網路硬體，網路驅動程式故障都可能造成丟包。
此外，丟包也受信號的信噪比（SNR）的影響。

## 影響
丟包可能造成串流媒體技術、VoIP、線上遊戲和視訊會議的抖動（jittering），並會一定程度上影響到其他的網路應用。要特別注意的是，丟包不一定表示有問題，在某種程度上是有可能被传输双方所接受的。

## 丟包復原
一些網絡傳輸協議如TCP有提供可靠的數據包交付。在丟包發生時，接收器可以要求發送方重傳或自動地重新發送。TCP可以復原丟包，但经常发生的重傳已丟失封包可能導致网络吞吐量下降。
用户数据报协议（UDP）协议本身沒有規定恢復丟失的封包。因此使用UDP的應用軟體需要自行定義機制來處理封包的丟失問題。